# The Epic
The Epic е дебютният студиен албум на американския джаз саксофонист Камаси Уошингтън. Издава се от 5 май 2015 година насетне със спомоществователството на компанията Брейнфийдър.
При излизането си, The Epic получава величави оценки от музикалните критици. На Metacritic, сайт, раздаващ оценки до максимум 100 точки, албумът получава 83 т., което е тяхна индикация за универсално харесване. Критикът на Олмюзик Том Джурек определя албума като Джаз от 21 век, толкова достъпен, колкото и виртуозен – материи от чувствителността на Уошингтън., а по-късно пише, че [е] холистичен като ширина и дълбина във визията, предлагащ средство за навлизане в музиката за мнозина, и предизвикващ културните идеи за джаза като нещо безкомпромисно или угаждащо. Ръсъл Уорфийлд от Дроунт Ин Саунд описва албума като прекрасно нещо, и че записът заслужава висок резултат по всички критерии.
Джон Фордъм от Гардиън, който е позитивен в оценката си за албума, пише: Щеше да достигне сеизмичните промени в джаза, както някои почитатели твърдят, ако имаше повече тематични изненади, предвид голямата си дължина. Сет Колтър Уолс от Пичфорк дава на албума етикет Най-добра нова музика, пишейки, че The Epic изпълнява зададеното в заглавието ('Епосът') обещание, без да подхожда страхливо към предпремиерната треска спрямо себе си.
|  | Тази страница частично или изцяло представлява превод на страницата The Epic (album) в Уикипедия на английски. Оригиналният текст, както и този превод, са защитени от Лиценза „Криейтив Комънс – Признание – Споделяне на споделеното“, а за съдържание, създадено преди юни 2009 година – от Лиценза за свободна документация на ГНУ. Прегледайте историята на редакциите на оригиналната страница, както и на преводната страница, за да видите списъка на съавторите. ВАЖНО: Този шаблон се отнася единствено до авторските права върху съдържанието на статията. Добавянето му не отменя изискването да се посочват конкретни източници на твърденията, които да бъдат благонадеждни. |